# Giudice di pace
Il giudice di pace è un organo giurisdizionale con diverse funzioni. Alla denominazione corrispondono, però, significati diversi a seconda dell'ordinamento giuridico e giudiziario di riferimento. Il giudice di pace è un magistrato onorario a titolo temporaneo che ha competenza in materia civile, amministrativa e penale per controversie di lieve entità. Per svolgere questa funzione ottiene solo una indennità per la prestazione. Tutti i cittadini vi si possono rivolgere e il ricorso in opposizione a sanzione amministrativa può essere presentato anche senza l'assistenza del legale, mentre per i ricorsi per decreti ingiuntivi l'assistenza di un legale è necessaria se il valore causa supera i 1.100 euro.

## Storia
La figura del giudice di pace trova la sua origine negli ordinamenti di common law dopo la guerra dei cento anni: sorta in Inghilterra, dove il termine compare sin dal 1361, si è poi diffusa negli altri paesi appartenenti a quest'area.
Nel 1790 è stata adottata anche in Francia (dove è stata soppressa nel 1958) e, in seguito, da altri paesi di civil law, quali il Belgio, alcuni cantoni della Svizzera (ad esempio, Vaud) e l'Italia (ma era già presente in alcuni stati pre-unitari).

### In Italia
Nel 1947 la Costituente preferì, come modello di selezione dei magistrati, quello concorsuale; tuttavia lasciò nella Costituzione la possibilità di ammettere la nomina o l'elezione di alcune categorie di giudici, alle quali sarebbero spettate esclusivamente funzioni monocratiche.
Con la legge 21 novembre 1991 n. 374 furono infine istituiti nella magistratura ordinaria i giudici di pace, con funzioni esclusivamente giudicanti e privi di quella requirente, che entrarono in funzione nel 1995, assorbendo le competenze dei precedenti giudici conciliatori istituiti presso i comuni dalla legge del 6 dicembre 1865 n. 2626 sull'ordinamento giudiziario del Regno.
Con la riforma della magistratura onoraria, ai sensi del d.lgs. 13 luglio 2017, n. 116, il magistrato assunse il nome di giudice onorario di pace.